# Bressal III mac Áeda
Bressal III mac Áeda (zm. 750 r.) – król Ulaidu (Ulsteru) z dynastii Dál Fiatach od 749 r. do swej śmierci, jeden z pięciu synów Áeda II Róina (zm. 735 r.), króla Ulaidu.
W 735 r. jego ojciec zginął w bitwie pod Faughart, w Magh Muirtheimhne na terenie ob. hr. Louth, walcząc z arcykrólem  Áedem V Allánem z Cenél nEógain. Wówczas tron Ulaidu został zagarnięty przez konkurencyjny ród Dál nAraidi z południowego hrabstwa Antrim w osobie Cathussacha mac Ailella. W 749 r. tenże Cathussach został zabity w Ráith Beithech (Rathveagh, ob. hr. Antrim), prawdopodobnie w interesie Dál Fiatach. Dzięki temu Bressal mógł zostać królem. Księga z Leinsteru prawidłowo podała jeden rok jego rządów nad Ulaidem, zaś źle umieściła go na swej liście królów (str. 193). Bressal powinien być po Cathassachu, a nie po swym ojcu Áedzie II. Niezbyt długo cieszył się władzą, bowiem został zabity w 750 r. w Dun Celtchair („Twierdza Celtchara”, w pobliżu Downpatrick w hr. Down). Jego ród nadal zachował królewskość w osobie brata Fiachny IV mac Áeda Róin. 